# Seinäjoen Jalkapallokerho

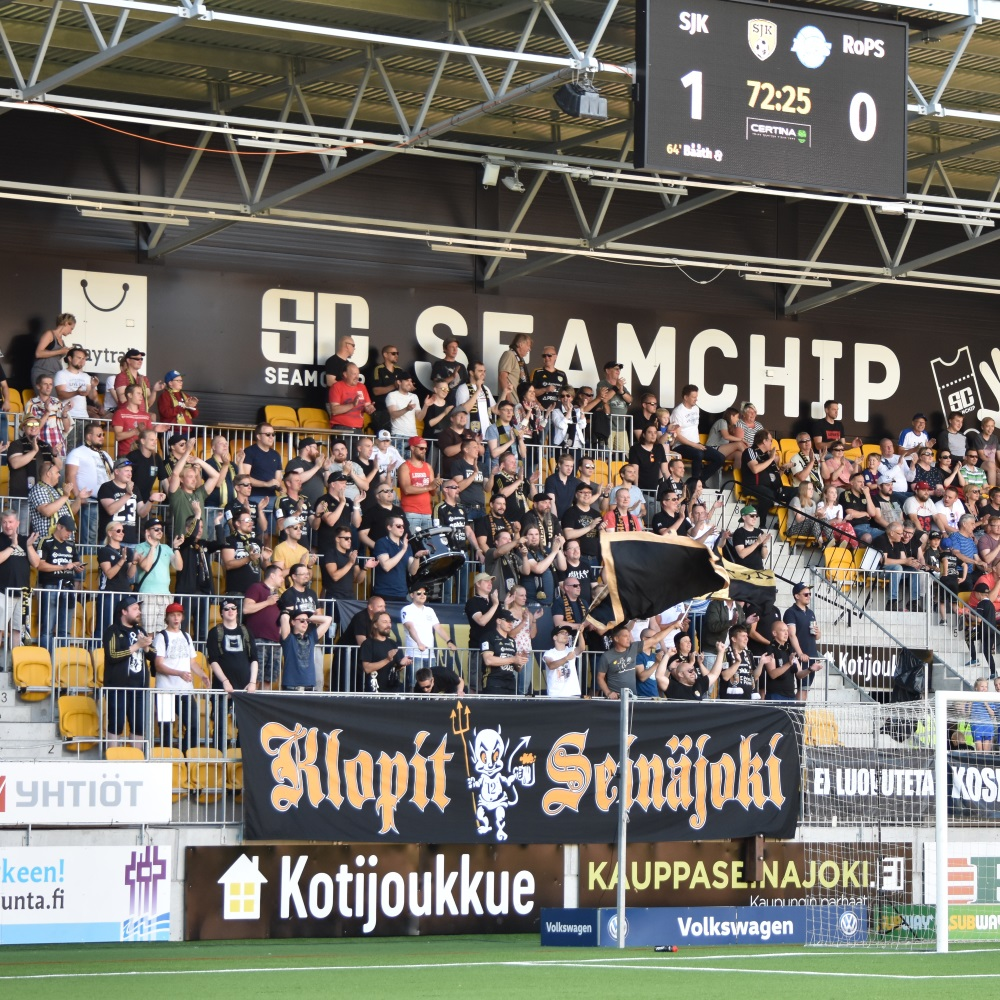
Fanoušci SJK

Seinäjoen Jalkapallokerho (nebo SJK Seinäjoki nebo SJK) je finský profesionální fotbalový klub, který sídlí ve městě Seinäjoki. Klub hraje v nejvyšší finské fotbalové soutěži, Veikkausliiga. Své domácí zápasy hraje na OmaSP Stadion, který je nedaleko centra města a hned vedle tréninkového komplexu.

## Historie
SJK vznikl v roce 2007 po spojení dvou klubů, TP-Seinäjoki a Sepsi-78. V letech 2008–2011 hrálo SJK v lize Kakkonen, třetí nejvyšší soutěži. V sezónách 2012–2013 hrál klub v Ykkönen, v roce 2013 dokázal postoupit do Veikkausliigy. V roce 2014 dokázal klub zvítězit ve finském ligovém poháru. Ve finále porazilo Vaasan Palloseura, hlavního rivala, 2–0. V lize tento tým všechny překvapil a na konci sezóny se mohl radovat ze stříbrných medailí. Tím se také SJK dostalo do předkola Evropské ligy. V dalším ročníku SJK vyhrál svůj první titul ve Veikkausliize a ukončilo tím sérii 5 vítězství týmu HJK Helsinki. Díky mistrovskému titulu si znovu klub zajistil předkolo Evropské ligy. V roce 2016 skončilo SJK na třetím ligovém místě a také dokázalo zvítězit ve finském poháru, čímž si pojistilo předkolo Ligy mistrů. V únoru 2017 SJK překvapivě vyhodilo, před začátkem soutěže, trenéra Sima Valakariho, stalo se tak po prohře 0–6 s HJK. Jeho nástupcem se stal španělský trenér Manuel Roca. Po neshodách s hráči a personálem, byl vyhozen také. Toni Lehtinen a Brian Page převzali tým do konce sezóny. SJK skončilo v lize na 6. místě a ve finském poháru prohrálo ve finále. Novým trenérem se stal Tommi Kautonen. Byl vyhozen v květnu 2018 po špatných výsledcích. Nahradil jej Aleksei Borisovich Yeryomenko. SJK skončilo v lize na devátém místě a ve finském poháru podlehlo Honce již ve čtvrtfinále. Sezóna se stala nejhorší v historii klubu v rámci nejvyšší soutěže. V roce 2019 SJK neprošlo v rámci finského poháru ze základní skupiny a v lize znovu okupovalo devátou pozici. Yeromenko byl v srpnu vyhozen a tým převzal Brian Page. Po sezóně bylo prohlášeno, že novým hlavním koučem se stane Jani Honkavaara.

## Umístění v jednotlivých sezonách
| Finsko (2009 – ) |               |    |    |    |    |    |    |      |        |               |              |                        |
| Sezóna           | Liga          | Z  | V  | R  | P  | VG | OG | Body | Pozice | Finský pohár  | Ligový pohár | Nejlepší střelec       |
| 2008             | Kakkonen      | 26 | 10 | 7  | 9  | 57 | 37 | 37   | 8.     |               | —            | Tommi Haanpää – 12     |
| 2009             | Kakkonen      | 26 | 14 | 1  | 11 | 56 | 52 | 43   | 5.     | 3. kolo       | —            | Mikael Muurimäki – 14  |
| 2010             | Kakkonen      | 26 | 11 | 9  | 6  | 46 | 31 | 42   | 5.     | 5. kolo       | —            | Mikael Muurimäki – 9   |
| 2011             | Kakkonen      | 26 | 22 | 4  | 0  | 72 | 14 | 70   | 1.     | 7. kolo       | —            | Petter Meyer – 23      |
| 2012             | Ykönnen       | 27 | 14 | 5  | 8  | 42 | 29 | 47   | 2.     | 5. kolo       | —            | Toni Lehtinen – 12     |
| 2013             | Ykönnen       | 27 | 18 | 5  | 4  | 51 | 17 | 59   | 1.     | 3. kolo       | —            | Toni Lehtinen – 10     |
| 2014             | Veikkausliiga | 33 | 16 | 11 | 6  | 40 | 26 | 59   | 2.     | čtvrtfinále   | Vítěz        | Akseli Pelvas – 11     |
| 2015             | Veikkausliiga | 33 | 18 | 6  | 9  | 50 | 22 | 60   | 1.     | 5. kolo       | čtvrtfinále  | Akseli Pelvas – 14     |
| 2016             | Veikkausliiga | 33 | 17 | 6  | 10 | 49 | 36 | 57   | 3.     | Vítěz         | 2            | Roope Riski – 16       |
| 2017             | Veikkausliiga | 33 | 13 | 8  | 12 | 42 | 47 | 47   | 6.     | 2             | —            | Billy Ions – 12        |
| 2018             | Veikkausliiga | 33 | 8  | 8  | 17 | 28 | 37 | 32   | 9.     | čtvrtfinále   | —            | Johannes Laaksonen – 8 |
| 2019             | Veikkausliiga | 27 | 7  | 9  | 11 | 18 | 29 | 30   | 9.     | Zákl. skupina | —            | Denys Oliynyk – 8      |

## Zápasy v evropských pohárech
| Sezóna  | Soutěž             | Kolo    | Klub         | Doma | Venku | Celkově |  |
| ------- | ------------------ | ------- | ------------ | ---- | ----- | ------- |  |
| 2015–16 | Evropská liga UEFA | 1. kolo | FH           | 0–1  | 0–1   | 0–2     |  |
| 2016–17 | Liga mistrů UEFA   | 2. kolo | BATE Borisov | 2–2  | 0–2   | 2–4     |  |
| 2017–18 | Evropská liga UEFA | 1. kolo | KR Reykjavík | 0–2  | 0–0   | 0–2     |  |

## Stadion

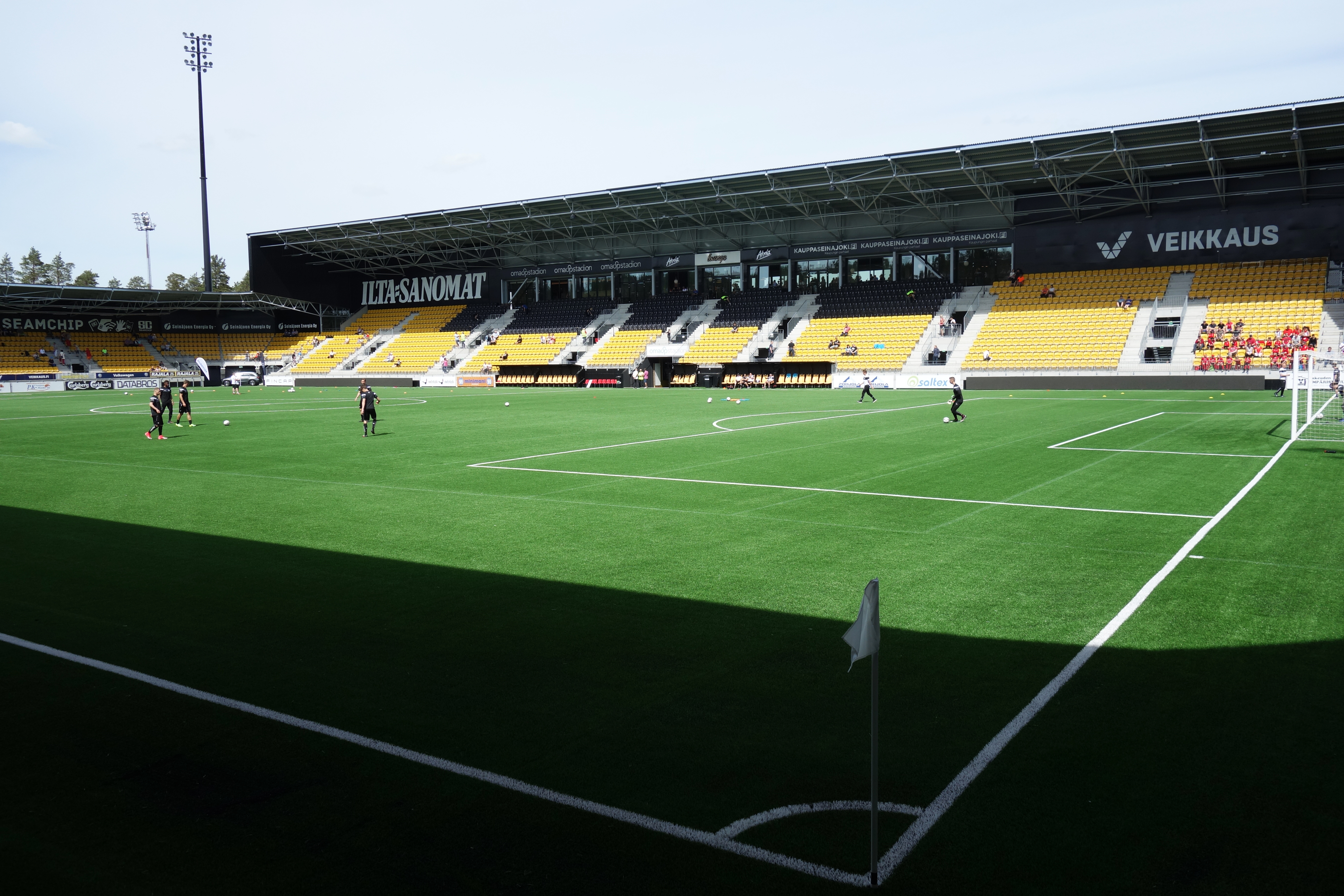
OmaSP Stadion

SJK hraje své domácí zápasy na OmaSP Stadion. Před výstavbou onoho stadionu, hrálo SJK na Seinäjoen keskuskenttä.
V roce 2010 se poprvé objevila informace, že SJK přemýšlí o výstavbě nového stadionu. Na podzim 2014 byla zveřejněna informace, že se s výstavbou nového stadionu začne brzy. Stavět se začalo v létě 2015 a nový stadion byl hotov v červnu 2016. Stadion pojme 5,817 fanoušků.